# ジョン・アデア
ジョン・エリック・アデア（John Eric Adair、1934年5月18日 - ）は、イングランドのルートン生まれのイギリスの学者、著作家、教育者。組織におけるリーダーシップ論 (leadership studies) とリーダーシップ開発では世界的権威として認知されている。
その理由は、彼が作り上げた機能的リーダーシップモデルによって、古代ギリシャ時代から定説であった「リーダーシップは生まれながらに持った先天性のもの」という認識から、「リーダーシップは訓練と経験によって後天的に誰もが身に付けられるもの」という自身の主張を裏付け、それまでの常識を覆したためである。
また1979年にサリー大学にて世界で初めてリーダーシップ学というカテゴリの教鞭を執った人物でもある。彼の開発したリーダーシップ能力開発プログラムは、これまでに世界中の100万人を超えるマネジャーや管理者などが受講している。著書は50冊にのぼる。その内容はリーダーシップ理論、リーダーシップ開発、モチベーション、経営学、組織論、コミュニケーション、軍事史が中心となる。

## 経歴
1934年　イングランドのルートンにて生まれる。セント・ポールズ・スクールにて学ぶ。
1953年-1955年　スコッツガーズの陸軍少尉を務める（2年間の徴兵）。
初期の経歴は変化に富んでおり、近衛歩兵第三連隊に入隊後、アラブ軍団で軍務についたただ1人の英国人兵となった。
アラブ軍団ではベドウィン連隊副官となり、職業銀人としてアラブ諸国にて軍務に就いている。そこで6週間にわたって最前線であるエルサレム戦区の事実上の指揮を担うという得がたい体験をしている。
職業軍人を辞したのち、大学入学前に甲板員の資格を取得し、アイスランドのトロール漁船で働いた。
また、病院の手術室勤務員としての経歴も持つ。
ケンブリッジ大学を卒業し、オックスフォード大学修士、ロンドン大学博士でもある。
1963年-1969年　サンドハースト王立陸軍士官学校にて軍事史（陸軍史）の上級講師およびリーダーシップトレーニングの顧問となる。
1968年　ウィンザー城セント・ジョージズ・ハウスの研究責任者となる。
1969年-1973年　産業協会副理事長、 「行動中心型リーダーシップ」の第一人者となる。
1979年　サリー大学で世界初のリーダーシップ学教授となる。
1981-1986年　インペリアル・ケミカル・インダストリーズ社の当時の社長ジョン・ハーヴェイ卿のメンターを務め、彼自身が開発したリーダーシップ能力開発をICI社に導入し、赤字に苦しむ官僚的な大会社を年間100万ポンドの利益を生み出すトップカンパニーへと変身させる原動力となる。
2006年　中国浦東幹部学院教授
2009年　国連システムスタッフカレッジ（UNSSC）教授（イタリア・トリノ）を兼任する。
2011年　国際リーダーシップ協会 (International Leadership Association) により生涯功績賞（Lifetime Achievement Award）が贈られる。
現在はエクセター大学のリーダーシップ学客員教授であり、世界中の数々の企業、政府、学校、病院、非営利組織など各種組織のリーダーシップ開発トレーニングをはじめコンサルタントを務めている。

## 思想
アデアの最大の功績は、はるか昔から主流であった「リーダーシップは生まれながらの資質によるものである」というそれまでの定説であったリーダー偉人説から、「リーダーシップは後天的なものであり、訓練と経験によって誰もが身に付けることができるもの」とし、それまでの常識を覆したことにある。
彼はリーダーシップとマネジメントを明確に区別しており、マネジメントが力学、統制、システムに根差しているのに対し、リーダーシップは人に根ざしており、その発揮する対象は仕事、チーム、個人という3つの要素が重なり合った領域に働きかけるものとした。
彼の思想は実用的であり、働く環境に関わらずすべてのマネジャーに当てはまる。また自著についても実際に現場で働くマネジャーやリーダーのために書かれたものが多く、その内容は緻密な分析に基づき慎重に書かれている。一部のリーダーシップ論者が書くような研究や学問のための著書ではないことも彼が現場や実用性を重視していることがうかがえる。また意思決定、イノベーション、モチベーション、コミュニケーションといったリーダーシップの実務的側面についても研究対象としており、彼の考えの多くは当時の時代を先取りしたもので、現在でも広く教えられ利用されている。
"Authoritative & wise" -- ウォーレン・ベニス
"John Adair is without doubt one of the foremost thinkers on leadership in the world" -- ジョン・ハーヴェイ卿

## 主張

### 優れたリーダーとなるために必要な7つの品格
リーダーシップにおいてパーソナリティやキャラクターを切り離すことはできないように、彼が提唱するリーダーが持つべき一定の資質というものが存在する。
1. 熱意：すべきことを一生懸命にする
2. 誠実さ：信頼関係を作り出す資質。また善や真実といった外部の価値観を固守するという意味も含まれる
3. タフネス：リーダーはしばしば人々への要求者であり、ときにその水準が高いがゆえに周囲は不満を持つ。リーダーは立ち直りが早く、また粘り強い。
4. 公明正大：リーダーはお気に入りをつくらず、成果に対しては公平に報酬と罰を与える。
5. 温かさ：リーダーシップは感情をも包含するものだ。人々のために実践し、人に気を配り思いやる心は不可欠である。
6. 謙虚さ：最上級のリーダーたちが持つ特質でもある。優れたリーダーのしるしは、進んで傾聴し、うぬぼれたエゴを排除することである。
7. 信頼：不可欠な基本的要素である。

### 状況と権威によるリーダーシップの存在
彼の研究によると、リーダーは資質に拠らず、状況のみによって左右され、リーダーが決定付けられることがある。これは一定の仕事において、専門知識を重要視している場合に多く挙げられ、豊富な知識は権威へと結びつきやすい。すなわち、ある状況において最も経験豊富で専門知識を熟知した人物は、何をすべきかよく知っているため、ほかの者への信頼を創造し、リーダーたらしめる。この状況・知識・権威によるリーダーシップの弊害は、よく知っている領分では申し分のない働きをするだろうが、変化の中でどこまで柔軟に対処できるかが求められる。変化とリーダーシップは切っても切り離せない関係に当たるためである。

### 行動を基軸とするリーダーシップ（Action Centred Leadership）
この研究は集団・グループに焦点を当てるものである。

#### チームの欲求とリーダーに対しての期待の存在
人が集まって仕事をする場には3つの要素や変数がある。
1. リーダー自身
2. すべてを取り巻く状況
3. チーム（メンバーや部下）

特にチームについて焦点を当てると、個々人にも個性があるように、チームはしばらく一緒にいると集団的性格が出来てくる。そのために同じ組織の中でも、ひとつのチームでうまくいくことが、別のチームではうまくいかないことがある。
チームは個性を持つように、チームと個人は似ている。すなわち個人が欲求を持つように、集団にも共通の欲求が存在する。
- 共通の仕事や目標を成し遂げたいという欲求
- チームとして団結したいという欲求
- 各個人が人間として持っている満たしたい欲求

#### リーダーシップを発揮する3つの対象領域（スリーサークル）
これらの欲求に対し、彼は仕事、チーム、個人、この3つこそがリーダーシップを発揮する対象であるとする。
すなわちチームメンバーは自分のリーダーに、
- 「職務を遂行する手助けをしてほしい」
- 「チームワークのシナジーを生んでほしい」
- 「個人の要求に応えてほしい」

と期待するというものである。
この理論は、比喩的に3つの重なり合う円（スリーサークル）で描かれている。
この3つの円はそれぞれ
- 仕事（Task）
- チーム（Team）
- 個人（Individual）

を示しており、グループの欲求に対して、リーダーが取るべき基本的な行動の対象を表している。
仕事は1人の力だけでは達成できない。チームは職務を全うしたい欲求を持っている。チームが成功するには、絶えずグループの結束を高め、維持することが不可欠であり、団結したい欲求が備わっている。チームは団結すれば成功し、分裂すれば失敗する。個人の要求は、物質的なもの（給料・報酬など）と精神的なもの（評価、達成感、地位、仕事上での他者との関わりなど）がある。
また「仕事」「チーム」「個人」、3つの欲求は部分的に重なり合う必要がある。
- 仕事を達成することで、チームがまとまり、個人も満足する。
- チームが満足なものでなければ、つまり、チームが結束に欠けていれば、仕事の達成度が悪くなり、個人の満足も減少する。
- 個人の要求が満たされなければ、チームの団結力が薄れ、仕事の達成度も悪くなる。

#### リーダーシップを発揮する目的、リーダーの役割
仕事・チーム・個人のバランスを俯瞰的に捉え、ニーズを満たすことがリーダーシップの発揮となり、リーダーシップを発揮する目的は下記の3つとも捉えることができる。
1. タスクや目標を達成すること
2. チームを作り、団結を維持すること
3. 個人の能力を開発すること

#### 7つのリーダーシップの実践行動（7 core Functions）
3つの領域において、期待に応えるために実践する7つの機能が存在する。これらの行動を起こすことがリーダーシップを発揮することになり、リーダーに求められる核となる行動と主張する。
1. タスクを明確にする
2. 計画する
3. 統制する
4. 支援する
5. 評価する
6. 動機づけする
7. 模範となる

アデアはリーダーの能力向上のために、これらのリーダーシップ機能（行為・行動）を絶えず発展させ磨きをかけるべきであり、訓練と経験によってリーダーシップは程度の差はあれ誰にでも身に付けることができると主張する。すなわちリーダーの資質は生まれ持ったものではなく、後天的に体得できるものである。この思想が今日のリーダーシップ開発に受け継がれている。
この理論の強みは、時代を超越しており、状況や組織文化にかかわらず、人と人との営みに通用するため普遍的な点である。またこの理論はリーダーがグループが持つ真のニーズを追求するにおいて、どこが遊離しているのかを知る手がかりにもなる。

### 組織における3つのリーダーシップレベル
彼は、組織のレベルに応じてリーダーシップは3つの異なるレベルで存在すると考えている。
- チームのリーダーシップ：5～20人のメンバーから成るチームにおけるリーダーシップ
- 運営上のリーダーシップ：1人のチームリーダーが複数のチームリーダーを監督する
- 戦略上のリーダーシップ：事業や組織全体のリーダーシップで、全レベルのリーダーシップに全面的責任を負う

ただし、リーダーシップがどのレベルで行使されようと、アデアのモデルは変わらない。リーダーは常に仕事、チーム、個人の欲求を考慮しなければならない。

### モチベーション
モチベーションに関するアデアの思想は、マズローやマグレガー、ハーズバーグらの古典的な動機づけ理論と共通点が多い。

#### 「50対50の法則」
パレートの法則（80対20の法則とも呼ばれる）は重要な少数（20%）とその他の多数（80%）の比率だが、同様に「50対50の法則」は「モチベーションの50%はその人自身から湧き出るもので、残りの50%はその人の置かれている環境、特にその人の上に立つ人間のリーダーシップに影響される」というものである。
アデアは、モチベーションは複数の要因が複雑に絡み合って起こると考えている。したがって、たとえば彼は「アメとムチ」手法を否定するわけではないが、それはある人にやる気を起こさせたり影響を及ぼしたりする多くの刺激応答要因のうちの1つにすぎないと見ている。
個人のモチベーションの大きさは、「ある行動をするとどんな結果が起こると当人が考えているか」に影響される。また、「その結果がどうであってほしいと当人が望んでいるか」にも影響される。職場環境条件やその人自身の意識や不安といったものもモチベーションの強さに影響する要因である。

#### モチベーション8つの法則
何が人にモチベーションを与えるかを理解することは、その人たちの関心を引き労力を集中させるために必要不可欠であると論じている。行動へとつながる意思は動機によって支配され、この動機とは人の内にある心理的要求や欲求であり、それは意識的か半意識的か無意識的かを問わない。「動機は、メインの動機の周りを他の動機が取り囲んだ形の混合体である場合もある」とされている。
アデアは、モチベーションを与えるような環境とモチベーションを持ったメンバーの重要性を強調している。そしてもう1つ重要な役割を果たすのは、完全にモチベートされているリーダーの存在だ。
リーダーが人々を行動に駆り立てるための指針として、8つの基本法則が示されている。
1. 自分自身がやる気になる
2. モチベーションの高い人物を選び出す
3. 各人を個人として扱う
4. 現実的で挑戦的な目標を設定する
5. 前進はモチベーションとなることを肝に銘じる
6. 意欲をかき立てるような環境をつくる
7. 公平に報酬を与える
8. 認める

### 時間管理
アデアの時間管理観は、ピーター・ドラッカーのそれとよく似ており、時間管理はその他のあらゆることを管理する際に必要不可欠であると説いている。彼は、時間管理が極めて重要であることを説いた最初のマネジメント思想家の1人で、時間管理が全員の行動を集中させリーダーの目標を達成するために中心的な役割を担うことを強調した。時間管理とは、単に体系化したり効率化することでもなければ、期限内に仕事を完成することでもない。「時間管理とは、成果に的を絞ることであり、目的志向で結果重視であることだ」とアデアは述べている。時間管理の成否は、達成された生産的仕事量と、その仕事の質、そして仕事に従事している人の生活の質によって測られるべきだと考え、アデアは時間管理のための10の法則を示した。
1. 個人的な時間感覚を身につける
2. 長期目標を定める
3. 中期計画を設定する
4. その日の計画を立てる
5. 自分の最高の時間を最大限に活用する
6. 事務作業を体系化する
7. 会議を管理する
8. 効果的に人に任せる
9. 人が提供する時間を活用する
10. 健康管理をする

この10の法則で、アデアは個人的な時間感覚を身につけることと個人的な効率を上げることが重要だと考えており、ここでも彼が個人の特性を大切に考えていることがわかる。

## 著書

### 日本語訳書
- 『英国超一級リーダーシップの教科書』こう書房 (2015年 酒井正剛監訳 ISBN 4769611382)
- 『リーダーのための行動管理スピード・チェック』（2008年　 ニール・トーマス編集、松村哲哉訳　実務教育出版）ISBN 978-4788907652
- 『新上司学』（2005年　大田直子訳　ディスカヴァー・トゥエンティワン）ISBN 978-4887594005
- 『最良の指導者（リーダー）とは何か』（1989年　小林薫訳　PHP研究所）ISBN 978-4569525846

### 原書
- Roundhead General: The Life of Sir William Waller (2nd edition ed.). (1997) [1962]. ISBN 978-0-7509-1312-6
- Effective Teambuilding: How to Make a Winning Team (Revised ed.). Pan. (1987) [1968]. ISBN 0-330-29809-7
- Effective Leadership (New ed.). Pan. (1988) [1983]. ISBN 0-330-30230-2
- Effective Motivation. Pan. (1996). ISBN 0-330-34476-5
- How to Grow Leaders: The Seven Key Principles of Effective Leadership Development. Kogan Page Ltd. (2006) [1996]. ISBN 0-7494-4839-3
- Effective Communication. Pan. (1997). ISBN 0-330-34786-1
- John Adair's 100 Greatest Ideas for Effective Leadership and Management (100 Greatest Ideas). Capstone Publishing Ltd. (2002) [2001]. ISBN 1-84112-140-1
- Effective Strategic Leadership: An Essential Path to Success Guided by the World's Great Leaders (New ed.). Pan. (2003) [2002]. ISBN 0-330-48787-6
- The Inspirational Leader: How to Motivate, Encourage and Achieve Success (New ed.). Kogan Page Ltd. (2005) [2003]. ISBN 0-7494-4456-8
- The John Adair Handbook of Management and Leadership (New ed.). Thorogood. (2004). ISBN 1-85418-204-8
- Effective Leadership Development. Adair J. CIPD. (2005). ISBN 1-84398-133-5
- Adairs Leadership Development Activities Tool kit. Adair J CIPD. (2006). ISBN 1-84398-131-9
- Leadership and Motivation: The Fifty-fifty Rule and the Eight Key Principles of Motivating Others. Kogan Page Ltd. (2007) [2006]. ISBN 0-7494-4798-2
- The Leadership of Muhammad. Kogan Page. (2010). ISBN 0-7494-6076-8